# Огранка клинами
Ограновування клинами - один з видів ограновування дорогоцінних каменів. Це сходинкова огранка в якій кожна фасета розділена на 4 клини.
При ограновуванні клинами всі верхні бокові та кутові грані - трикутні. 
Чотири бічні грані комбінуються біля кожного ребра верхнього майданчика-таблиці, утворюючи при цьому чотири чотиригранні піраміди з основами у вигляді трапеції.
Низ каменя утворюється з таких же комбінацій трикутних граней.
Рундиста, як і в інших типах ограновування, ділить висоту каменю частіше за все щодо (верх до низу) 1 до 2.